# Elythranthera emarginata
Elythranthera emarginata là một loài thực vật có hoa trong họ Lan. Loài này được (Lindl.) A.S.George mô tả khoa học đầu tiên năm 1963.

## Hình ảnh

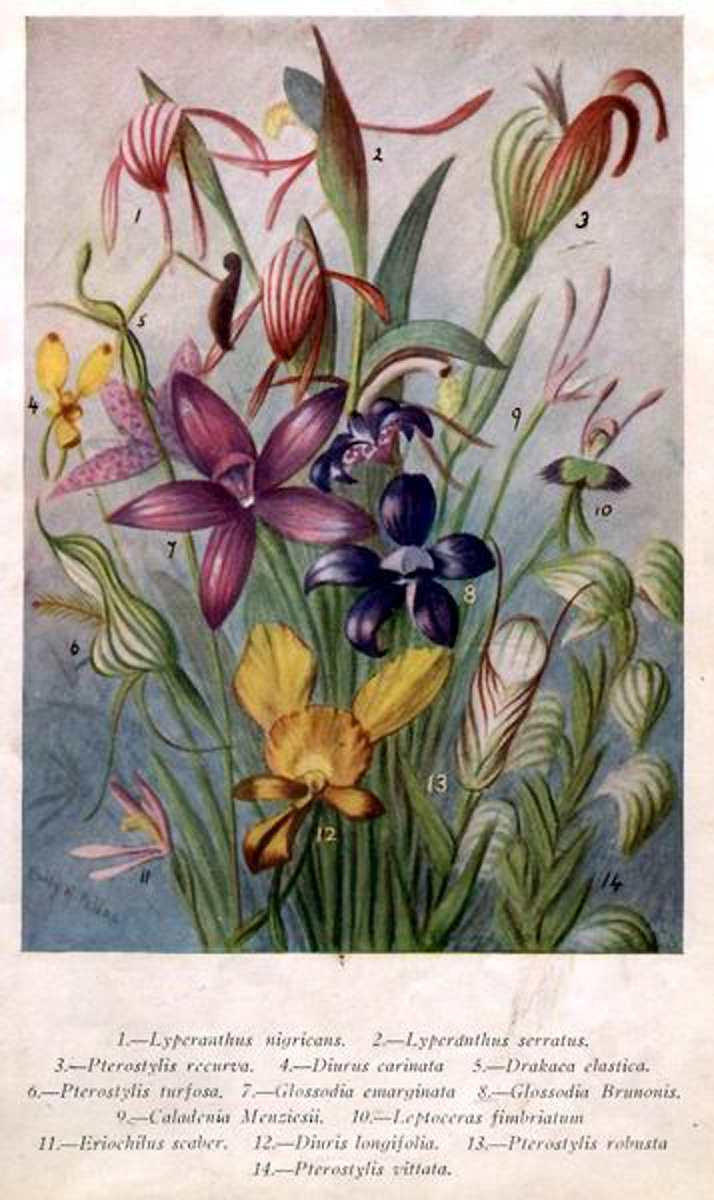
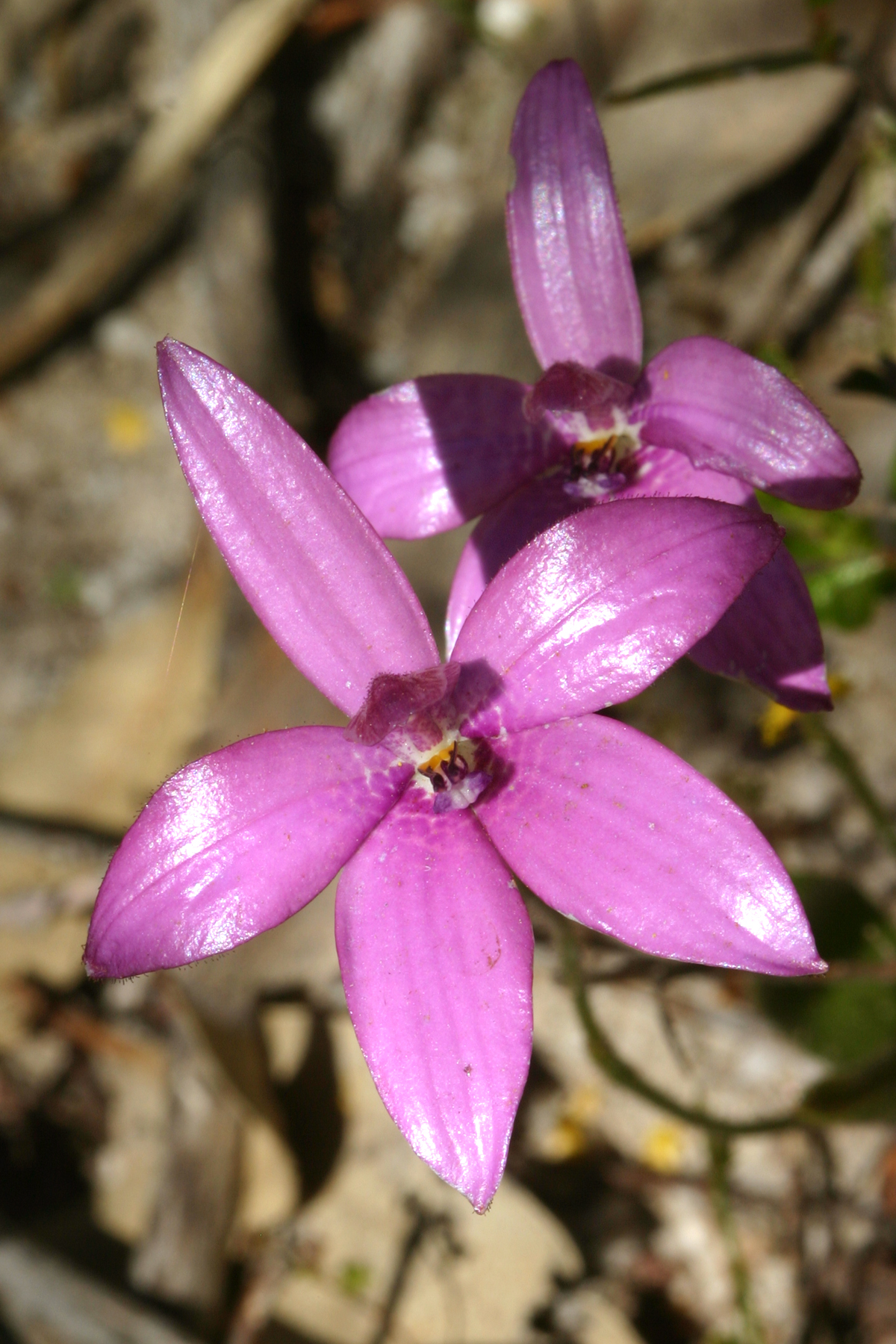